# Museo del Tranvía de Zúrich
El Museo del Tranvía de Zúrich (en alemán: Tram-Museum Zürich; TMZ) es un museo del transporte en la ciudad suiza de Zúrich, que se especializa en la historia del sistema de tranvías de Zúrich. El sitio principal del museo se encuentra en el antiguo depósito de tranvías denominado «Tramdepot Burgwies». El museo también mantiene un taller en el antiguo depósito de tranvías de Wartau, mucho más pequeño.
El museo del tranvía está dirigido por una asociación, el Verein Tram Museum Zürich, que cuenta con unos 500 miembros y es responsable de cuidar las exposiciones del museo. Los vagones de tranvía siguen siendo propiedad de Verkehrsbetriebe Zürich, el operador de propiedad de la ciudad del sistema de tranvías de Zúrich.

## Historia

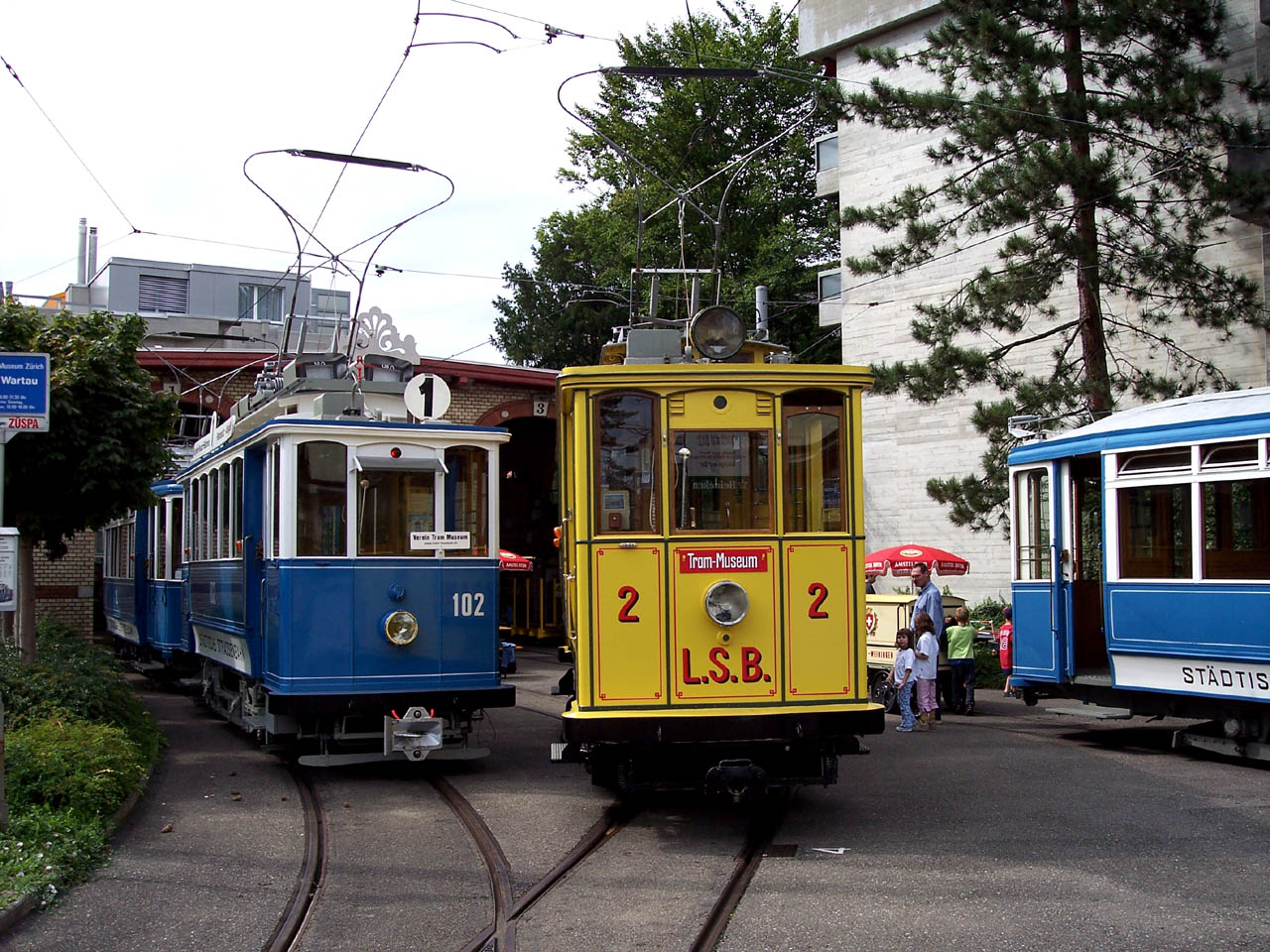
Carros preservados en el recinto del museo en Wartau.

El Museo del Tranvía de Zúrich fue fundado en 1967 y al principio utilizó varios lugares prestados para almacenar y trabajar en sus exhibiciones. En 1989 se hizo cargo de la pequeña antigua estación de tranvías Strassenbahn Zürich–Höngg (StZH) en Wartau, que había estado fuera de uso como estación de tranvías desde la adquisición de StZH en 1923 por la ciudad, y abrió su primer museo público allí. El nuevo museo era lo suficientemente grande como para albergar cinco tranvías conservados.
En mayo de 2007, el museo se trasladó al antiguo depósito de tranvías significativamente más grande en Burgwies, aunque Wartau se ha conservado como taller y tienda. El 26 de mayo de 2007, doce tranvías patrimoniales corrieron cada uno desde una terminal diferente de Zúrich, convergiendo en un desfile a lo largo del Limmatquai. Al final del desfile, circularon en dirección al nuevo museo de Burgwies.
El 21 de mayo de 2017, para celebrar tanto el cincuentenario de la fundación del museo del tranvía como el décimo aniversario de su traslado a Burgweis, se llevó a cabo otro desfile de tranvías por el centro de la ciudad. El desfile estuvo compuesto por 18 tranvías de todas las épocas entre 1885 y 2006 y fue encabezado por una réplica tirada por caballos de un tranvía de caballos de Zúrich que normalmente se conserva en el Museo Suizo de Transporte en Lucerna. Otros tranvías procedían de la flota conservada del Museo del Tranvía de Zúrich y de la flota operativa actual de Verkehrsbetriebe Zürich. Las tripulaciones y los pasajeros del tranvía vestían trajes adecuados a la época del tranvía en el que viajaban.

## Colección

### Material rodante
La colección del museo incluye unos 20 carros de tranvía conservados, la mayoría de los cuales están operativos. Además de los coches de la flota de propiedad de la ciudad de Zúrich, la colección incluye coches de las empresas privadas que operaban rutas alrededor de Zúrich en los primeros años. Los carros de la flota de la ciudad muestran cambios en el diseño a lo largo del tiempo, desde carros muy similares a aquellos primeros vehículos del sector privado, pasando por los bogies Elefant de la década de 1930 y los carros Swiss Standard Tram, a tranvías recientemente retirados.
La flota de tranvías conservada en el museo incluye los siguientes vehículos:
| Número | Tipo   | Año  | Notas | Imagen |
| ------ | ------ | ---- | --- | ------ |
| 1      | Ce 2/2 | 1897 | Tranvía de motor de dos ejes construido originalmente para la Strassenbahn Zürich-Oerlikon-Seebach y conservado en su librea verde. Este es el tranvía eléctrico operable más antiguo de Suiza. |        |
| 2      | Ce 2/2 | 1900 | Tranvía de motor construido originalmente para el tranvía de Limmattal y conservado en su librea amarilla. Conocida como Lisbethli, por el nombre popular de su línea original. |        |
| 2      |        | 1907 | Tranvía de motor construido originalmente para el Albisgütlibahn y vendido al ferrocarril Bex-Villars-Bretaye (BVB) en 1953. Numerado 8 por la BVB. Regresó a Zúrich para su conservación en 2006. |        |
| 2      | Ce 2/2 | 1928 | Tranvía de motor de dos ejes construido para la Städtische Strassenbahn Zürich (StStZ) de una clase conocida popularmente como schnelläufer (corredor rápido). |        |
| 32     |        | 1939 | Tranvía de motor de tres ejes de una clase de dos coches conocido popularmente como geissbock (macho cabrío). Era un prototipo (al menos en lo que respecta a su carrocería) de lo que se convertiría en el tranvía estándar suizo, y fue un hito importante en el desarrollo de los diseños de tranvías modernos a nivel internacional. |        |
| 102    | Ce 2/2 | 1900 | Tranvía a motor de dos ejes. El vehículo existente más antiguo construido para StStZ. |        |
| 119    | B      | 1935 | Vagón remolque de tren ligero originario del tranvía de Lausana, adquirido por Forchbahn en 1962 y conservado con la librea roja de este último. Debido a su ciudad de origen, popularmente es conocido como lausanner. |        |
| 176    | Ce 2/2 | 1909 | Tranvía de motor de dos ejes construido para StStZ. Una versión posterior y actualizada del diseño que se ve en el automóvil 102, con un marco remachado y cuatro ventanas más grandes en lugar de las cinco ventanas del 102, este es el carro más joven del museo que conserva los asientos longitudinales. |        |
| 321    | Ce 4/4 | 1930 | Tranvía motorizado de cuatro ejes con entrada central. Uno de una clase de 50 vehículos similares conocido popularmente con el nombre de elefant (elefante). Con un peso de 27 toneladas y cuatro motores de 80 hp, estos coches se utilizaron para transportar hasta tres remolques de dos ejes sobre las considerables pendientes de Zúrich. |        |
| 455    | C      | 1912 | Remolque de tranvía construido para la StStZ. |        |
| 626    | C      | 1925 | Remolque de tranvía. |        |
| 679    | C      | 1930 | Remolque de tranvía. |        |
| 687    | C      | 1931 | Remolque de tranvía. |        |
| 732    | C4     | 1949 | Remolque de tranvía de cuatro ejes para su uso con tranvías estándar suizos. |        |
| 1392   | Be 4/4 | 1950 | Tranvía estándar suizo de peso medio, un tranvía de motor de cuatro ejes de un tipo conocido popularmente como Kurbeli. |        |
| 1430   | Be 4/4 | 1960 | Tranvía a motor de un tipo conocido popularmente como P16 o Karpfen (carpa). En el momento en que se construyó, había planes para colocar las líneas de tranvía de Zúrich en túneles llamados Tiefbahn, y se descubrió que los tranvías estándar suizos no se consideraban adecuados para esto, porque las puertas de los extremos cónicos de los vagones no se habrían alineado con las plataformas de la estación propuesta. Este carro tenía las puertas paralelas a los lados, pero se descubrió que no podía circular en algunas rutas existentes, y solo se construyó un lote de 15 pares de tranvías a motor y remolques. |        |
| 1530   | Be 4/4 | 1949 | Tranvía estándar suizo de peso ligero, un tranvía de motor de cuatro ejes de un tipo conocido popularmente como Pedaler. |        |
| 1675   | Be 4/6 | 1968 | Tranvía articulado de seis ejes y tres secciones de un tipo conocido popularmente como Mirage. Un desarrollo del diseño de Karpfen, pero utilizando la articulación para superar las limitaciones de ese diseño, el Mirage estaba originalmente destinado a operar tanto en la superficie como en los túneles de Tiefbahn planificados, pero los túneles se cancelaron en 1962. |        |
| 1905   | Xe 2/2 | 1962 | Desviador de depósito conocido popularmente como laubfrosch (rana de árbol). Construido en 1962 usando partes de tranvías retirados, su construcción abierta y su controlador central único fue un diseño eficiente para maniobrar los remolques, usado especialmente durante los períodos pico. |        |
| 1935   | Xe 2/2 | 1914 | Coche motorizado conocido popularmente como besenwagen (carro escoba). |        |